# Primo Magazine & TV gids
Primo Magazine & TV gids is een Belgisch Nederlandstalig tijdschrift.

## Historiek
Het tijdschrift heette aanvankelijk TV-Gids en werd opgericht in 1989 door NV Het Volk, de uitgeverij die onder andere ook de krant Het Volk en het wetenschappelijk tijdschrift Eos uitgaf. Nadat de Vlaamse Uitgeversmaatschappij (VUM) in 1994 de NV Het Volk overnam, werd het tijdschrift uitgegeven door uitgeverij Cascade. 
Hoofdredacteur is sinds 2004 Vic Dennis, onder zijn bewind wijzigde het tijdschrift later haar naam naar Primo TVgids en vanaf december 2010 in kortweg Primo. Sinds juni 2018 is het tijdschrift in handen van De Persgroep.
Primo Magazine & TV gids verschijnt wekelijks en is sinds 2015 het vierde best verkopende tijdschrift in Vlaanderen.